# Burgstall Oberntüchersfeld

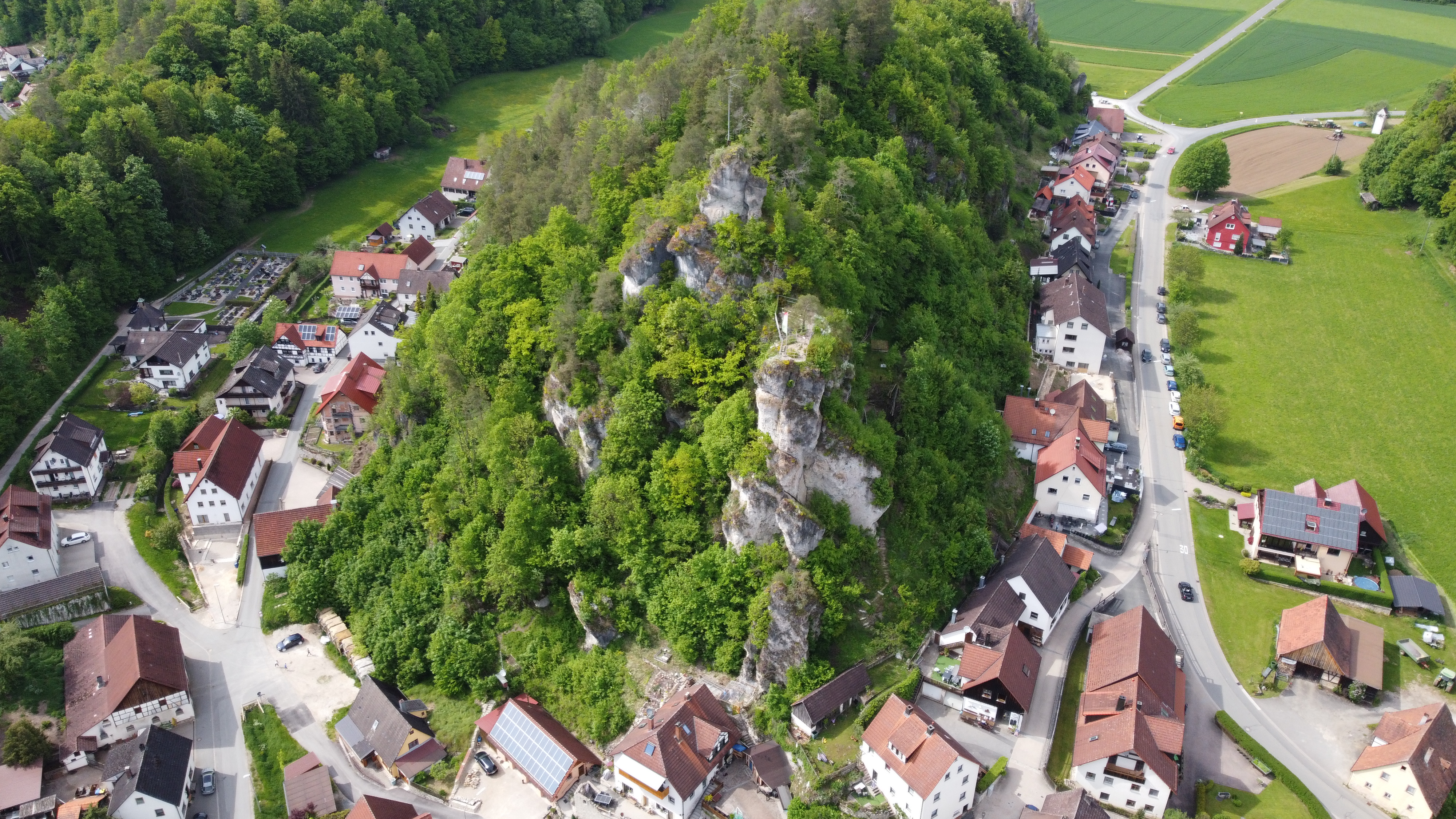
Burgstall Oberntüchersfeld aus der Luft.

Der hochmittelalterliche Burgstall Oberntüchersfeld war eine der beiden Burgen im Kirchdorf Tüchersfeld, sie erhob sich einst hoch über dem Ort im Tal der Püttlach auf einer Felsspitze des Mittelberges. 
Der Burgstall der Höhenburg befindet sich auf 455 m ü. NN inmitten des Dorfes Tüchersfeld in der Gemeinde Pottenstein im oberfränkischen Landkreis Bayreuth in Bayern, Deutschland. 

## Geschichte

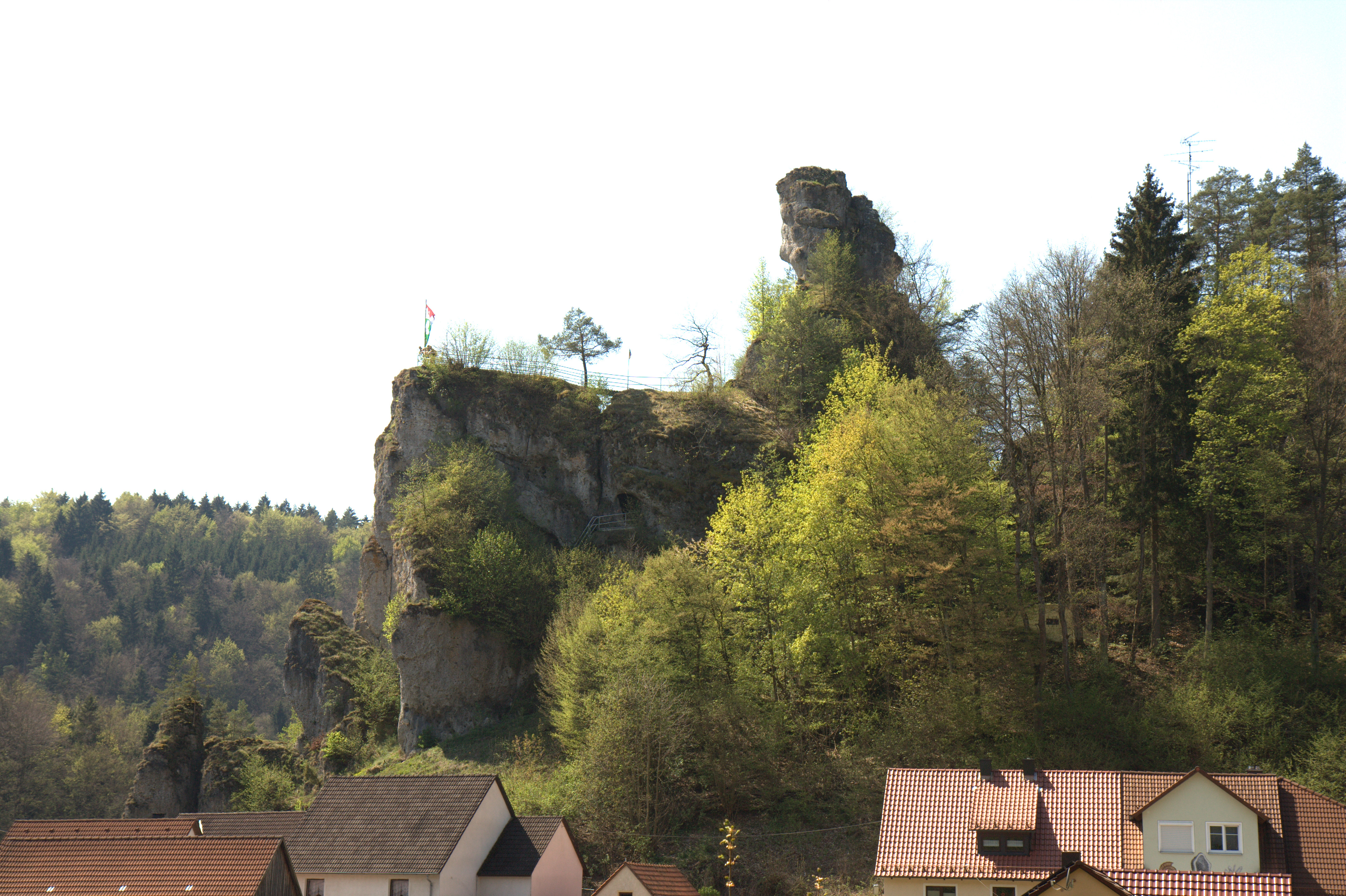
Ansicht des südlichen Teiles des Burgfelsens aus südöstlicher Richtung. Zu sehen ist auch der Zugang zur Burg durch eine kleine Höhle

Durch das Dorf Tüchersfeld verlief einst eine mittelalterliche Altstraße, die sich von Gräfenberg über Hiltpoltstein, Obertrubach und Gößweinstein erstreckte. Bei Tüchersfeld durchquerte sie das Püttlachtal und zog dann weiter über Oberailsfeld und Waischenfeld nach Hollfeld. Die Kontrolle der Straße und des Flussübergangs war wohl der Grund für den Bau der Burgen.  
Erste historische Nachrichten von den Burgen stammen aus dem 13. Jahrhundert, als ein Friderici quondam de Thvchervelt am 26. November 1243 urkundlich erwähnt wurde, sie wurden wohl kurz vor der Erwähnung errichtet.
Der Bamberger Bischof Berthold von Leiningen erwarb am 27. Mai 1262 eine der Burgen; von wem er sie erstand, ist nicht überliefert. Vermutlich handelte es sich um die Burg des Friedrich von Tüchersfeld. Der Bischof bekam sieben Jahre später auch die zweite Burg im Ort von Herzog Ludwig von Bayern und Pfalzgraf bei Rhein als Geschenk. Allerdings musste der Herzog die Burg erst von Graf Friedrich von Truhendingen auslösen, der sie zu der Zeit als Lehen besaß. Vor ihm war Burkhard von Ahorn Lehensbesitzer. Die Lehensherren der zweiten Burg waren die bayerischen Herzöge, deren Besitz in Tüchersfeld und Pottenstein aus dem Nachlass der Schweinfurther Grafen stammte.
Der Besitz der zweiten Burg war umstritten, Heinrich, Herzog von Bayern und Pfalzgraf bei Rhein, erhob Ansprüche auf die Veste. In einem Vergleich vom 26. Februar 1287 verzichtete er auf die Burg in Tüchersfeld. Von da an waren beide Burgen in der Hand des Hochstifts Bamberg. Im bischöflichen Urbar A von 1323/27 wurde eingetragen: „Tvchersuelt et Tvchersuelt ambo Castra sunt episcopi“ (beide Burgen in Tüchersfeld sind des Bischofs). 

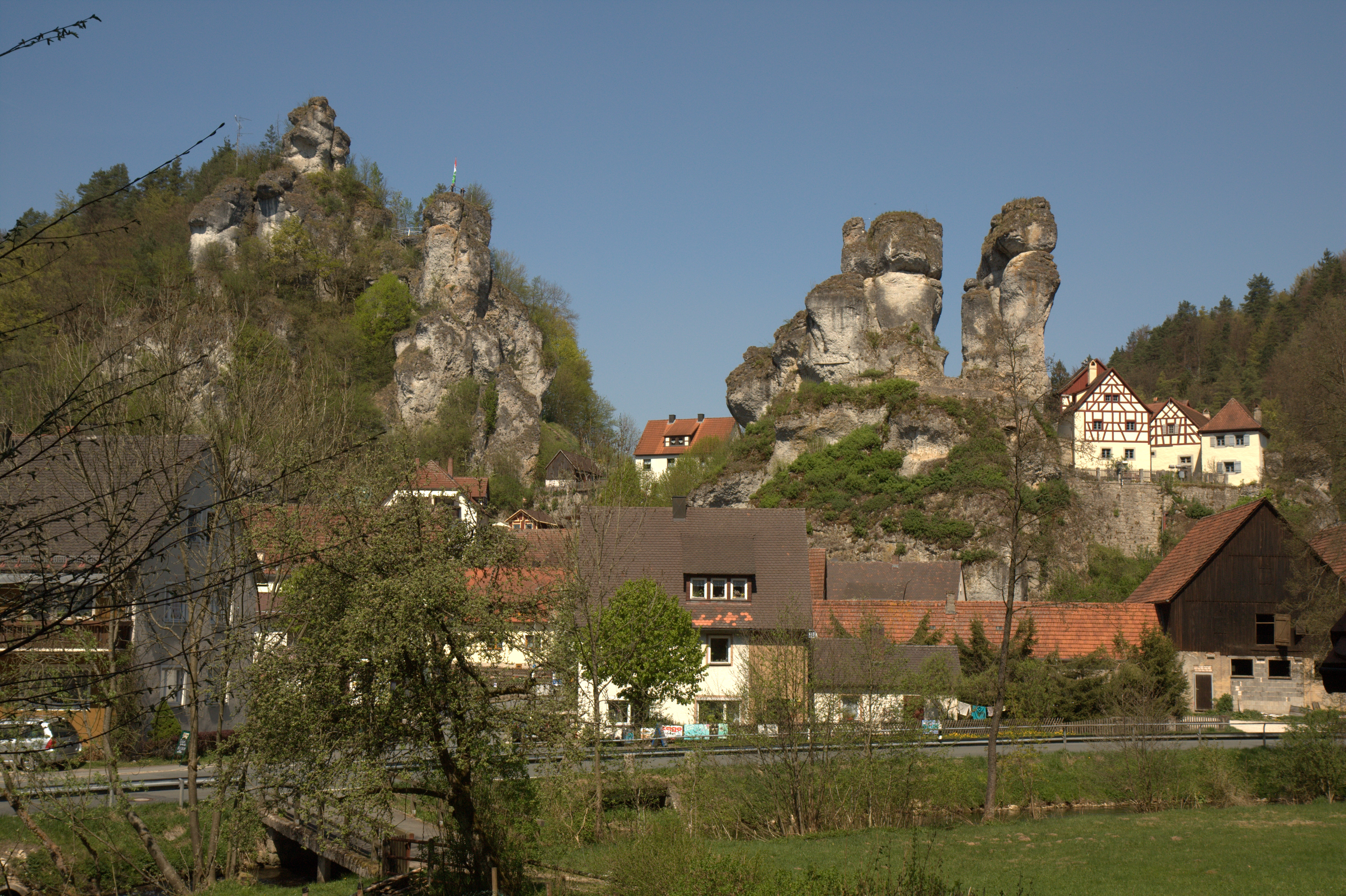
Ansicht der beiden Burgfelsen in Tüchersfeld, links Obertüchersfeld, rechts Niederntüchersfeld

Im bischöflichen Urbar B vom Jahr 1348 wurde erstmals zwischen Oberntüchersfeld, das auf einem spitzen Felsgipfel stand, und Niederntüchersfeld unterschieden. 
Burg Oberntüchersfeld war schon vor dem Eintrag im Urbar A 1323/27 Sitz eines kleinen bambergischen Amtes. Spätestens seit 1386 war auf der Burg auch ein Kastenamt eingerichtet, ein Walter Hauger zu Rattelsdorf war damals als „Kastner zu Tüchersfeld“ bezeugt. Dieses Amt wurde vor dem Jahr 1399 nach Waischenfeld verlegt.
Die Burg bestand damals aus zwei Teilen, einer bischöflichen Amtsburg, die ab dem Jahr 1442 stets als „Schloss“ bezeichnet wurde, und dem „Oberhaus“, das wohl auf dem nördlichen Teil des Felsriffes lag. 
Das Oberhaus war bischöfliches Lehen und befand sich im Besitz der Familie Groß von Trockau. Eberhard Groß wurde 1422 erwähnt, ihm gehörte ein halbes Burggut auf dem Oberhaus. 1429 war eine Hälfte des Oberhauses im Besitz von Jorg Groß.
Seit dem Jahr 1445 war das Oberhaus offenbar zerstört, bei einer Belehnung der Brüder Sittig und Hans Groß in diesem Jahr war vom „Oberhaus zu Tüchersfeld mit Namen das Burgstall“ die Rede. Die Burg wurde offenbar während des Hussitenkrieges 1430 vernichtet, und in Urkunden anschließend als Burgstall bezeichnet. Bei weiteren Belehnungen des Sittig Groß war ab 1461 außerdem noch von einem Haus die Rede, das er errichtet haben soll; ob dieses Haus im Bereich der Burg stand, ist nicht bekannt. Sittig Groß musste den Burgstall Oberhaus 1480 „aus ursachen und nottdurft seines leibs zu vergewiesung seiner narung“ seinen Neffen, den Brüdern Andreas, Fritz und Hieronymus von Seckendorff–Rinhofen verkaufen. Ein Jahr später war der Burgstall schon wieder im Lehensbesitz von Albrecht, Jakob, Eberhard und Michael Groß, der Besitz der von Groß ist bis zum Jahr 1628 nachweisbar. 
Der Oberhaus genannte Teil der Burg wurde nach der Zerstörung durch die Hussiten offenbar nicht wieder errichtet, nur der Burgstall wurde vom Bischof später noch verliehen.
Die Stelle der ehemaligen Burg ist teilweise dicht mit Wald bewachsen, nur die Südspitze des Felsriffes ist frei von größeren Bäumen. Sie dient als Aussichtspunkt und ist durch eine Metallleiter frei zugänglich. Erhalten ist nur sehr wenig von der ehemaligen Burg, am Zugang zur Südspitze des Riffs sind in einer kleinen Durchgangshöhle aus dem Fels gehauene Treppenstufen erkennbar, auf dem Burgplateau sind einige Grundmauerreste zu sehen. 
Das vom bayerischen Landesamt für Denkmalpflege als „Mittelalterlicher Burgstall“ erfasste Bodendenkmal trägt die Denkmalnummer D-4-6234-0037.

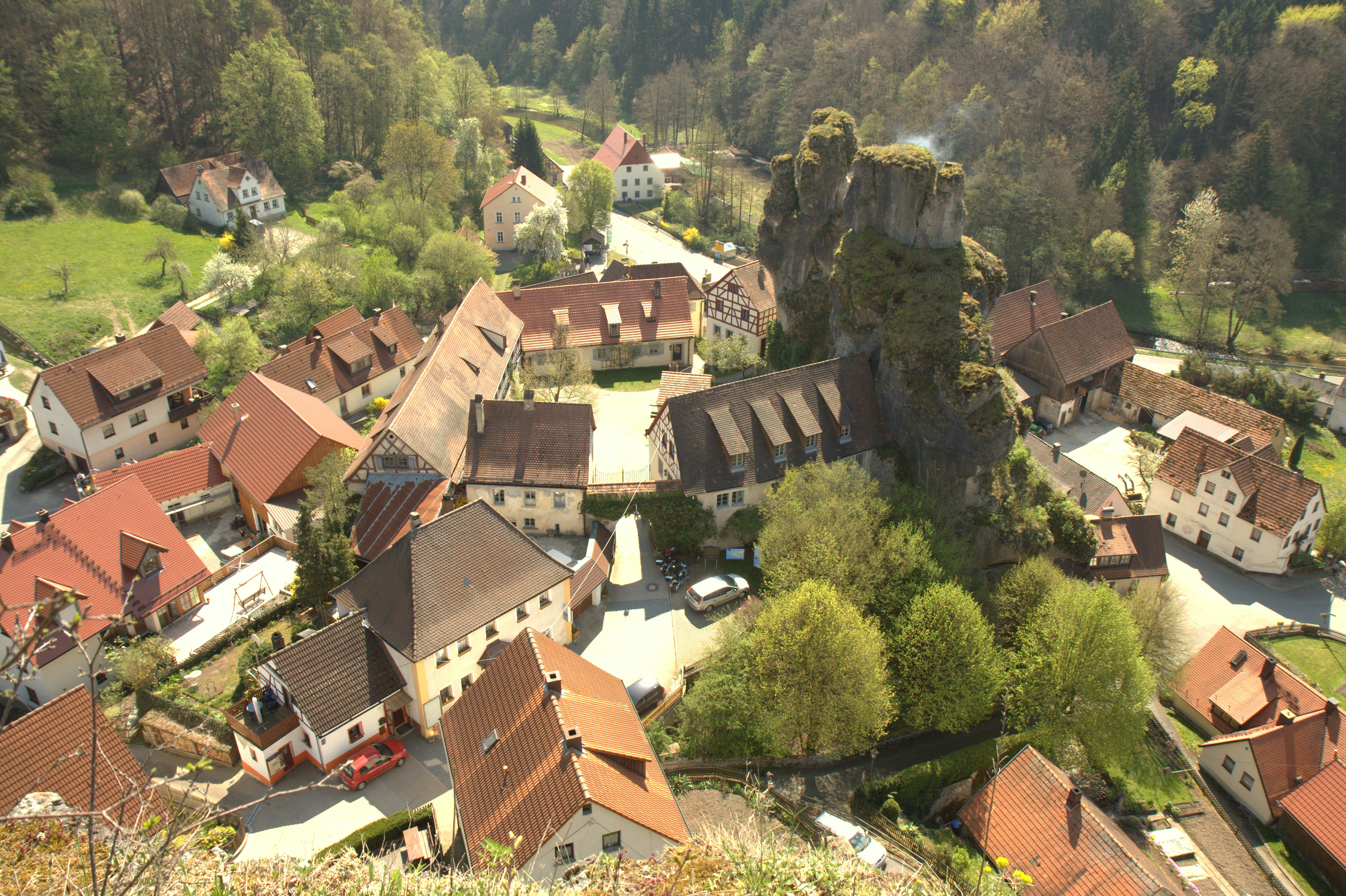
Blick von Burg Oberntüchersfeld auf die Burg Niederntüchersfeld
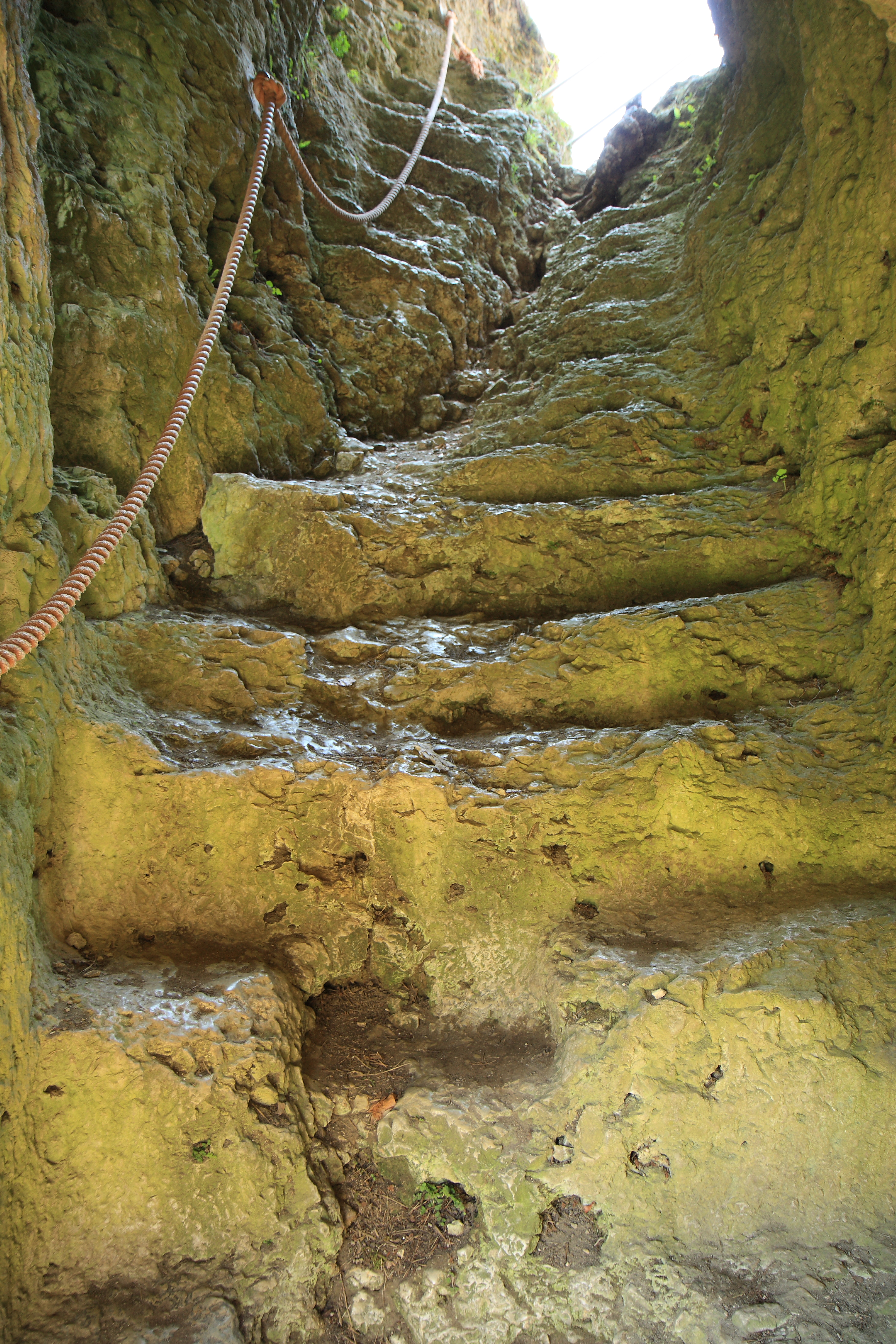
Aufgang zum Burgteil auf der Südspitze durch eine kleine Höhle mit in den Fels geschlagenen Treppenstufen